# Этанселен, Филипп
Фили́пп Этанселе́н (фр. Philippe Étancelin, 29 декабря 1896 — 13 октября 1981) — французский автогонщик. Дебютировал в чемпионате Формулы-1 в 1950 году в команде Automobiles Talbot-Darracq. Выступал в основном на Talbot-Lago.

## Биография
Родился в Руане, в Нормандии. Этот гонщик появился на свет самым первым из тех, кто хоть раз выходил на старт этапа чемпионата мира — ещё в 1896 году. Его семья была весьма состоятельной — на протяжении многих лет Этанселены разводили овец на полях Нормандии — поэтому нет ничего удивительного, что на 20-летие юноша купил себе спортивную Bugatti 35. Именно за рулем этой машины он регулярно участвовал в местных состязаниях по подъему на холм, а затем, набравшись опыта, решил попробовать свои силы в достаточно сильной региональной гонке — Гран При Марны. К немалому удивлению собравшихся, Этанселен финишировал первым, после чего решил заняться спортом всерьез. В теплое время года он выступал в соревнованиях в Европе и Америке, в холодное — торговал шерстью. Пик карьеры Филиппа пришёлся на первую половину 30-х. Он победил в Гран При Франции 1930, а три года спустя уступил победу в этой же гонке лишь на последнем круге. Его жена, Сюзанна, исполняла обязанности его гоночного инженера. Троих детей она устроила в школу в Руане, а сама ездила с мужем на гонки по всему миру. В интервью Сюзанна рассказывала, что Филипп купил гоночный автомобиль, чтобы отпраздновать рождение своего второго ребёнка, Жанны Алисы. Он не хотел гоняться на автомобиле, а просто использовал его для получения удовольствия от вождения вокруг деревни. Пару раз он разгонялся до скорости 125 миль/ч (201 км/ч).
Этанселена легко можно было узнать по его знаменитой перевернутой козырьком назад кепке, ставшей его визитной карточкой, Фи Фи — как его называли друзья — впервые принял участие в гонке в 1927, в первом же для себя сезоне одержав громкую победу в Реймсе на личном Bugatti. В 1929 он повторил свой успех в Реймсе, одержал победы в Антибе, Комменже и Ля Боле, и продолжил череду победных финишей в 1930, выиграв Гран При в По и Алжире.
Сезон 1931 он начал за рулем Bugatti, финишировав вторым вслед за Станиславом Чайковским на Гран При Касабланки в Анфе. Затем он выиграл в Эшториле, но сошёл в итальянском и французском Гран При. Затем он перешёл в команду Alfa Romeo, стал 4-м на Гран При Марны и выиграл 24-часовой Гран При Дьепа, опередив Чайковского на Bugatti и Эрла Хоу (Керзон, Фрэнсис, 5-й граф Хау) на Delage. Он добился победы в Гренобле и Комменже.
В 1932 г. Филипп выступал за частную команду и смог заработать лишь одну победу на Гран При Пикардии в Перонне.
В 1933 Этанселен на «Альфе» не смог выиграть 19-й ежегодный Гран-при Франции, потеряв лидерство на последнем круге 500-километровой гонки в жестокой борьбе с Мазерати Джузеппе Кампари . Тем не менее, Этанселен выиграл второй подряд Гран-при Пикардии, опередив «грозного» Раймона Соммера, и занял второе место позади не менее грозного Тацио Нуволари на Гран При Нима, а также победил Жан-Пьера Вимилля на Гран При Марны.
Новая 750-килограммовая формула ознаменовала приход серебряных стрел Мерседеса и Auto Union. Этанселен перешёл на Maserati 8CM, заработал вторые места в Касабланке, Монтре, Ницце, и победил в Гран При Дьепа. Он выиграл Ле-Ман в команде Альфа вместе с Луиджи Кинетти.
1935 сезон Этанселена начался не лучше, только с третьей позиции в Тунисе. Он проиграл Мерседесу Рудольфа Караччолы в жесткой борьбе в Монако на маленьком 3,7 литровом Мазерати, финишировав лишь четвёртым из-за поломки тормозов.
Ввод одной из новых 4,4-литровых Мазерати в 1936 году, был ознаменован поломками почти на каждом этапе. Он выиграл только Гран-при По, и то только потому что соперники были не очень сильными. В октябре Этанселен был 6-м на Кубке Вандербильта, который длилился 300 миль (480 км)и проходил вблизи Вестбери, Нью-Йорк, после 20 миль (32 км) отборочного этапа на Рузвельта Raceway в Лонг-Айленде. К этому времени он выиграл Гран При Марны три раза.
Он остался без гонок в 1937 году, вернувшись в 1938 году затем, чтобы на новом Talbot вместе с Луиджи Чинетти участвовать в 24 часах Ле-Мана, но не смог победить. В 1939 году, он заработал на своем Talbot третье место на Гран При По после Германа Ланга и Манфреда фон Браухича. Он также занял четвёртое место на Гран-при Франции.
Этанселен принял участие в первом после войны Гран При Франции, но финишировать ему не удалось. Ему не удавалось приобрести новый болид вплоть до 1948 года, когда он купил 4,5 литровый Talbot и приехал на нём вторым на Гран-при Альбы, вслед за Луиджи Виллорези на Maserati.
Его 1949 сезон состоял из вторых мест на Гран При Марселе (за Фанхио), Гран-при Европы в Монце (за Альберто Аскари), и чехословацкий Гран-при в Брно (за Петером Уайтхедом на Ferrari). Кроме того, он выиграл в Париже Гран-при Монлери.
Этанселен участвовал в двенадцати Гран-при чемпионата мира Формулы-1, дебютировал 13 мая 1950 года. Он набрал в общей сложности три очка. Финишировав пятым в 1950 году в Гран-при Италии, он стал самым возрастным гонщиком, когда-либо зарабатывавшим очки.
В 1953 году он занял третье место на Гран-при Руана и в 12 часах Касабланки, после чего решил уйти в отставку. Правительство Франции наградило его Орденом Почетного Легиона в знак признания его вклада в спортивных автомобильных гонок, которые охватили четыре десятилетия. Этанселен сохранил интерес к гонкам, изредка участвуя в гонках исторических автомобилей до 1974 года.
Он умер в Нейи-сюр-Сен в 1981 году.
Главные победы в карьере:
- Гран-при Алжира 1930
- Гран-де-ла-Боле 1929
- Гран-При дю Коменж 1929, 1931
- Дофине 1930, 1931
- Гран-при Франции 1930
- Гран-при Дип 1931
- Гран-де-ла-Марн 1929, 1933
- Гран-при По 1930, 1936
- Гран-при Пикардии1932, 1933
- Гран-при Реймса 1927, 1929
- Сен-Рафаэль 1931
- 24 часа Ле-Мана 1934

## Результаты выступлений вЧемпионате Европы
Жирным шрифтом выделены поул-позиции
| Год  | Команда            | Производитель | 1        | 2        | 3        | 4        | 5   | Место | Очки |
| ---- | ------------------ | ------------- | -------- | -------- | -------- | -------- | --- | ----- | ---- |
| 1931 | Частная заявка     | Bugatti       | ИТА сход | ФРА сход | БЕЛ      |          |     | 34=   | 21   |
| 1932 | Частная заявка     | Alfa Romeo    | ИТА      | ФРА сход | ГЕР      |          |     | 16=   | 21   |
| 1935 | Scuderia Subalpina | Maserati      | БЕЛ      | ГЕР сход | ШВЕ сход | ИТА сход | ИСП | 17    | 34   |
| 1936 | Частная заявка     | Maserati      | МОН Сход | ГЕР      | ШВЕ Сход | ИТА      |     | 18=   | 28   |
| 1938 | Talbot-Darracq     | Talbot        | ФРА Сход | ГЕР      | ШВЕ      | ИТА      |     | 24=   | 29   |
| 1939 | Talbot-Darracq     | Talbot        | БЕЛ      | ФРА 4    | ГЕР      | ШВЕ      |     | 16=   | 28   |

## Результаты в Формуле-1
| Легенда к таблице |                                                                    |
| --- | ------------------------------------------------------------------ |
| В таблице перечислены результаты всех Гран-при Формулы-1, в которых принимал участие гонщик. Строками таблицы являются сезоны, столбцами — этапы чемпионата мира. В каждой клетке указаны сокращённое название этапа и результат, дополнительно обозначенный цветом. Расшифровка обозначений и цветов представлена в нижеследующей таблице. |                                                                    |
| \| Пример \| Описание \| \| ------------ \| ------------------------------------------------------------------ \| \| 1 \| Победитель \| \| 2 \| Второе место \| \| 3 \| Третье место \| \| 5 \| Финишировал, заработав очки \| \| Сход \| Не финишировал, но при этом заработал очки \| \| 12 \| Финишировал, не получив очков \| \| НКЛ \| Финишировал, но не попал в финальную классификацию \| \| 15 \| Участвовал вне зачёта, либо по отдельной классификации \| \| 18 \| Не финишировал, но попал в финальную классификацию \| \| Сход \| Не финишировал \| \| НКВ \| Не прошёл квалификацию \| \| НПКВ \| Не прошёл предквалификацию \| \| ДСК \| Дисквалифицирован \| \| ИСК \| Исключён из протокола соревнований \| \| ТТ \| Заявлен для участия только в тренировках \| \| НС \| Участвовал в квалификации, но не стартовал в гонке \| \| Т \| Травмирован или болен \| \| ОТК \| Отказ от участия \| \| НТР \| Прибыл на соревнования, но на трассу не выезжал \| \| НПР \| Был заявлен в числе участников, но не прибыл к началу соревнований \| \| О \| Соревнования отменены \| \| \| Не участвовал \| \| Поул-позиция \| \| \| Быстрый круг \| \| |                                                                    |
| Пример | Описание                                                           |
| 1 | Победитель                                                         |
| 2 | Второе место                                                       |
| 3 | Третье место                                                       |
| 5 | Финишировал, заработав очки                                        |
| Сход | Не финишировал, но при этом заработал очки                         |
| 12 | Финишировал, не получив очков                                      |
| НКЛ | Финишировал, но не попал в финальную классификацию                 |
| 15 | Участвовал вне зачёта, либо по отдельной классификации             |
| 18 | Не финишировал, но попал в финальную классификацию                 |
| Сход | Не финишировал                                                     |
| НКВ | Не прошёл квалификацию                                             |
| НПКВ | Не прошёл предквалификацию                                         |
| ДСК | Дисквалифицирован                                                  |
| ИСК | Исключён из протокола соревнований                                 |
| ТТ | Заявлен для участия только в тренировках                           |
| НС | Участвовал в квалификации, но не стартовал в гонке                 |
| Т | Травмирован или болен                                              |
| ОТК | Отказ от участия                                                   |
| НТР | Прибыл на соревнования, но на трассу не выезжал                    |
| НПР | Был заявлен в числе участников, но не прибыл к началу соревнований |
| О | Соревнования отменены                                              |
| | Не участвовал                                                      |
| Поул-позиция |                                                                    |
| Быстрый круг |                                                                    |

| Сезон | Команда                       | Шасси               | Двигатель          | Ш | 1      | 2        | 3        | 4        | 5        | 6        | 7     | 8     | Место | Очки |
| ----- | ----------------------------- | ------------------- | ------------------ | - | ------ | -------- | -------- | -------- | -------- | -------- | ----- | ----- | ----- | ---- |
| 1950  | Частная заявка                | Talbot-Lago T26C    | Talbot 4,5 L6      | D | ВЕЛ 8  | МОН Сход | 500      | ШВА Сход |          |          | ИТА 5 |       | 18    | 3    |
| 1950  | Частная заявка                | Talbot-Lago T26C-DA | Talbot 4,5 L6      | D |        |          |          |          |          | ФРА 5    |       |       | 18    | 3    |
| 1950  | Automobiles Talbot-Darracq SA | Talbot-Lago T26C-DA | Talbot 4,5 L6      | D |        |          |          |          | БЕЛ Сход |          |       |       | 18    | 3    |
| 1951  | Частная заявка                | Talbot-Lago T26C-DA | Talbot 4,5 L6      | D | ШВА 10 | 500      | БЕЛ Сход | ФРА Сход | ВЕЛ      | ГЕР Сход | ИТА   | ИСП 8 | —     | 0    |
| 1952  | Escuderia Bandeirantes        | Maserati A6GCM      | Maserati A6 2,0 L6 | P | ШВА    | 500      | БЕЛ      | ФРА 8    | ВЕЛ      | ГЕР      | НИД   | ИТА   | —     | 0    |